# Scene of Loop
Scene of Loop（シーン・オブ・ループ）は、ACIDMANのセカンドDVD。2003年9月10日に東芝EMIから発売。セカンドアルバム「Loop」のミュージックビデオを中心に収録。全ての監督は小島淳二。

## 収録曲
1. 飛光
廃墟のような建物の中で演奏するメンバーと、断面的な映像や文字が次々とフラッシュバックする。
2. Slow View（Inst.）
「Scene of 創」にも収録されている。絵具を水につけたような映像から始まり、美しいグラフィックが次々と切り替わる内容となっている。メンバーは出ていない。
3. 静かなる嘘と調和
画面全体がモノクロとなっている。なおこのPVでは珍しく大木が帽子をかぶっていない。
4. 波、白く
白と青を基調とした作品。メンバーの演奏と波の映像がシンクロしている。
5. リピート
枯れたススキ野原を這うように回転しながら撮影している映像と、メンバーの演奏シーンが交互に出てくる。
6. Locus of Loop
映画監督・是枝裕和とイラストレイター・はらまさことの対談が収録
7. Profile